# Немія (село)
Немі́я — село в Україні, у Могилів-Подільській міській громаді Могилів-Подільського району Вінницької області.

## Історія
Біля села знайдені залишки поселення та кургани ранньоскіфських часів.
7 (20) листопада 1917 року, відповідно до Третього Універсалу Української Центральної Ради, увійшло до складу Української Народної Республіки.
В 1918 році поряд з селом відбувся бій між повсталим 20-м австрійським полком і каральними частинами, що були послані на їх придушення.
12 червня 2020 року, відповідно до Розпорядження Кабінету Міністрів України № 707-р «Про визначення адміністративних центрів та затвердження територій територіальних громад Вінницької області», увійшло до складу Могилів-Подільської міської громади.
19 липня 2020 року, в результаті адміністративно-територіальної реформи та ліквідації Могилів-Подільського району (1923 — 2020), село увійшло до складу новоутвореного Могилів-Подільського району.
Біля села знаходиться геологічна пам'ятка природи загальнодержавного значення Відслонення Могилівської світи.
Церква Святої Параскеви Сербської (1775) — пам'ятник подільського дерев'яного зодчества в стилі українського бароко.

## Населення
Населення становить 2048 осіб.

### Мова
Розподіл населення за рідною мовою за даними перепису 2001 року:
| Мова            | Кількість | Відсоток |
| --------------- | --------- | -------- |
| українська      | 2002      | 97.75%   |
| російська       | 36        | 1.76%    |
| румунська       | 4         | 0.20%    |
| білоруська      | 1         | 0.05%    |
| інші/не вказали | 5         | 0.24%    |
| Усього          | 2048      | 100%     |

## Галерея

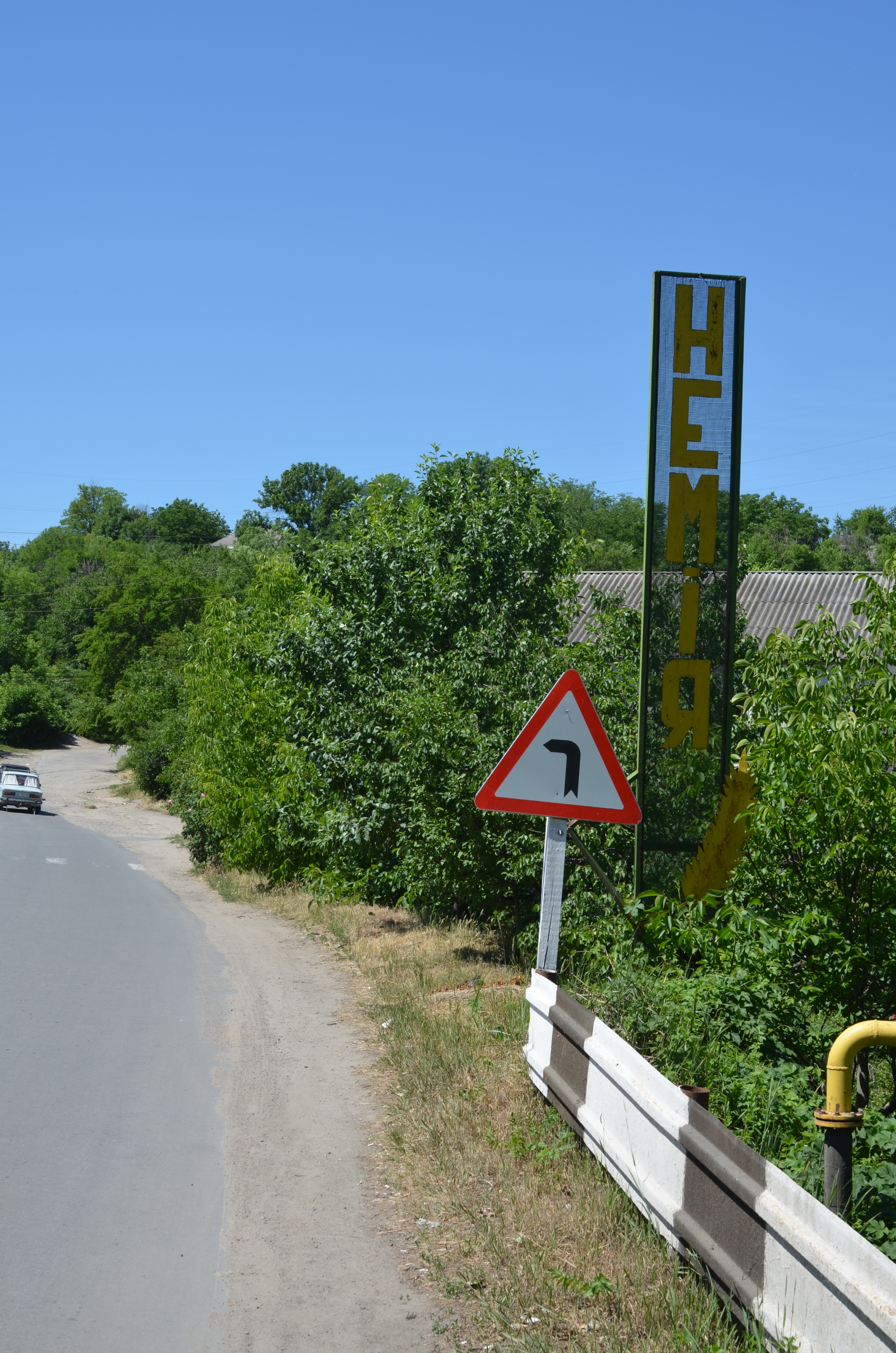
В'їзний знак
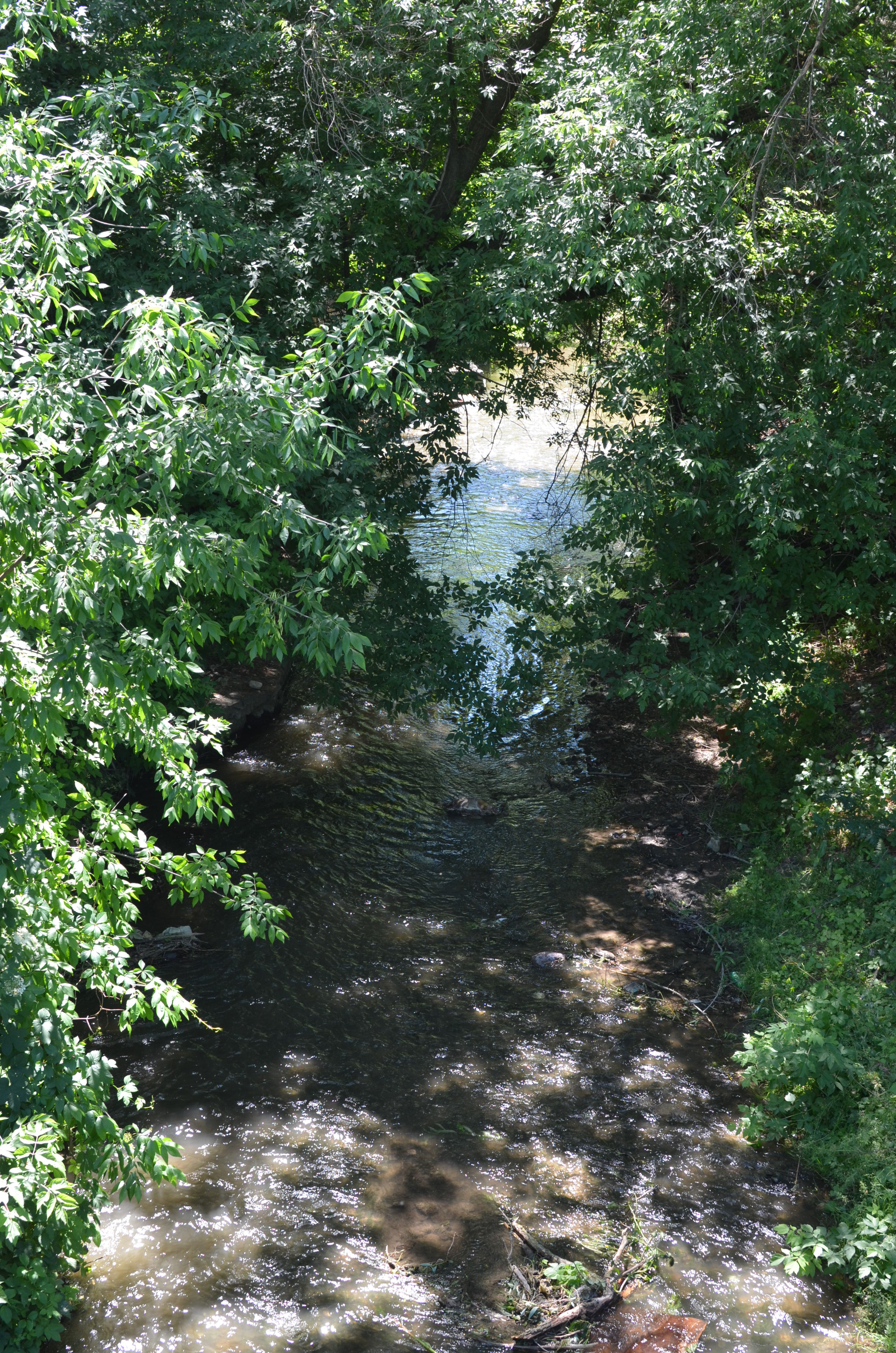
Річка Немія
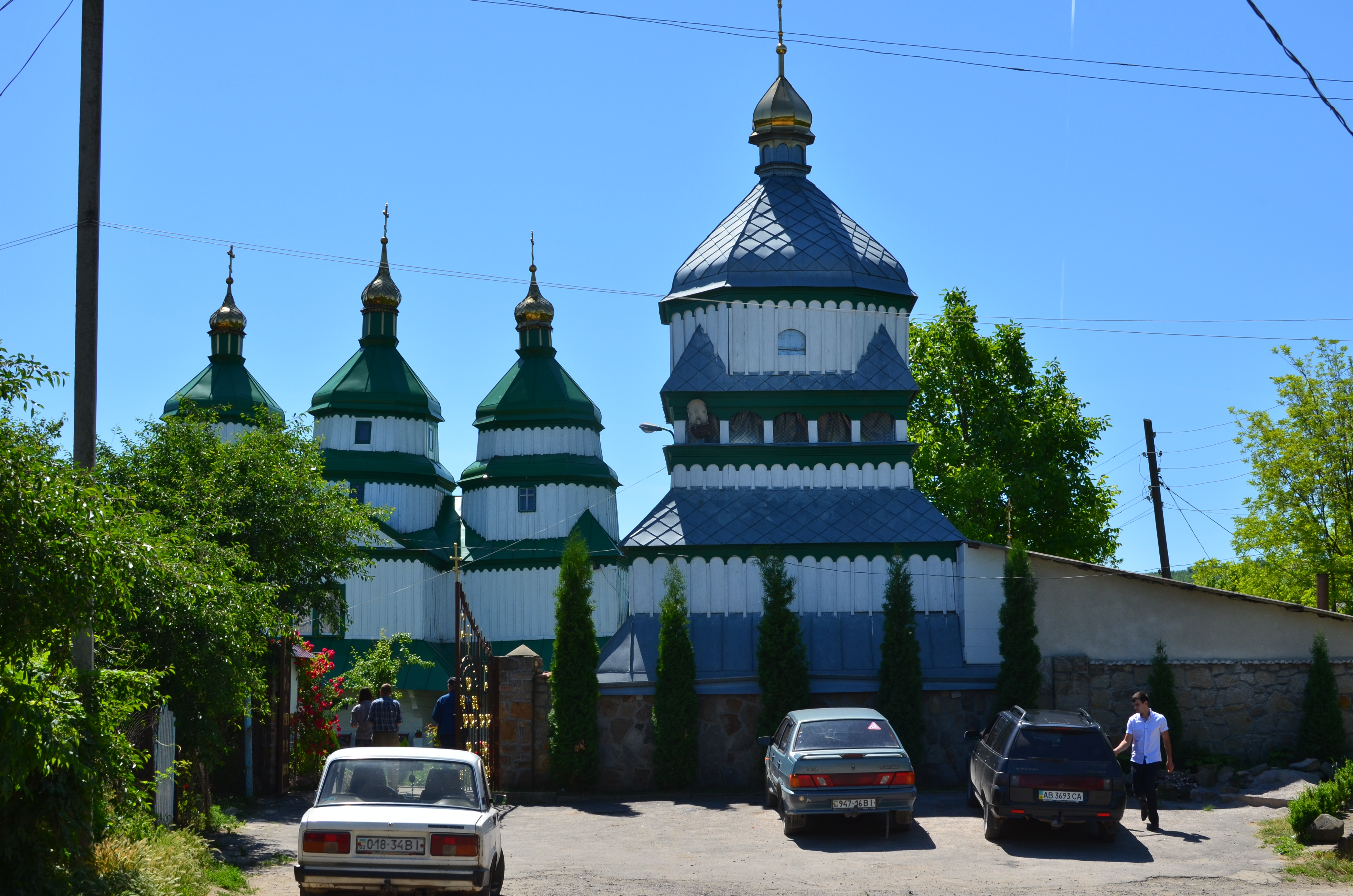
Дерев'яна церква Святої Параскеви
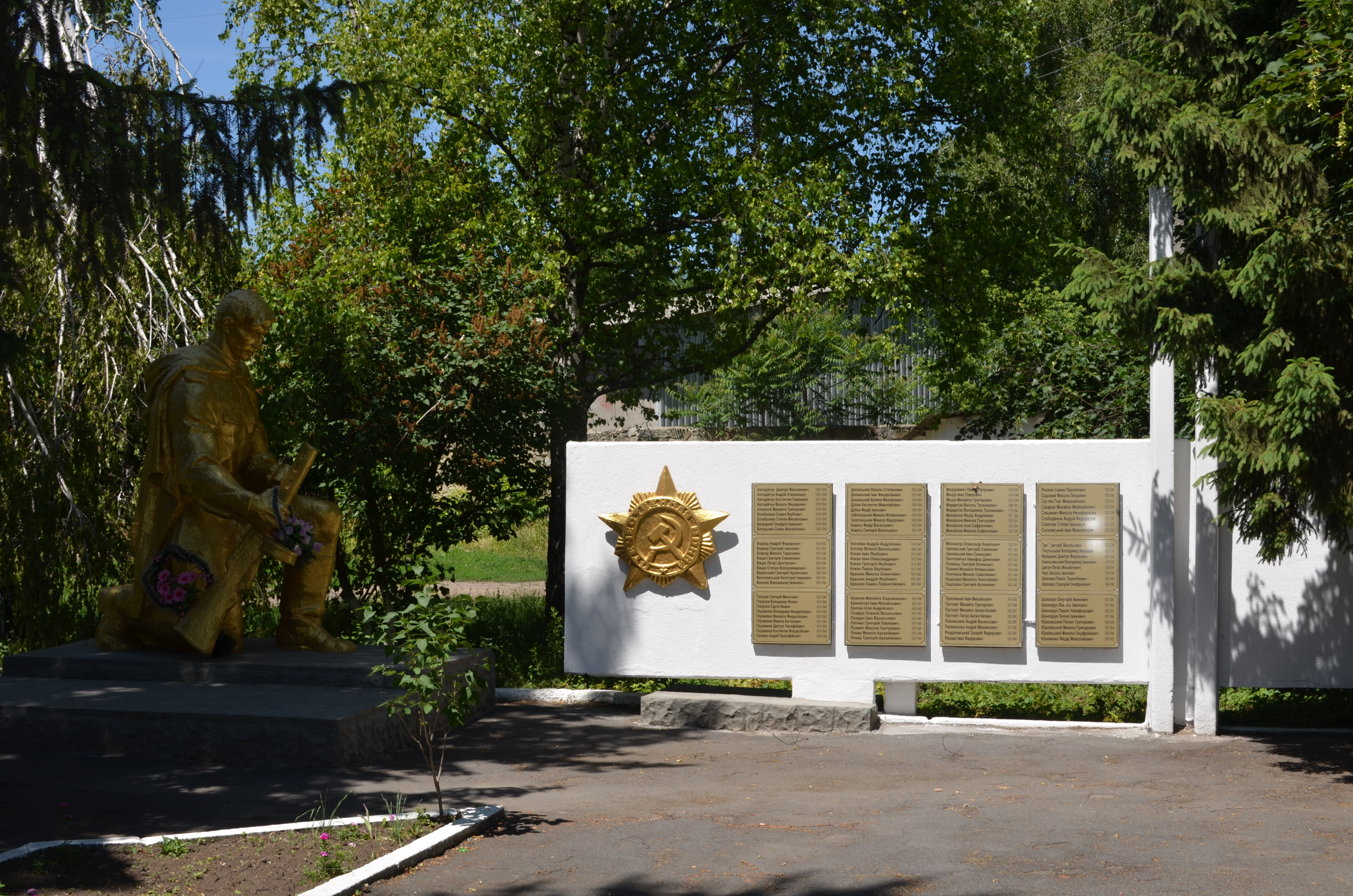
Пам'ятник воїнам-односельчанам
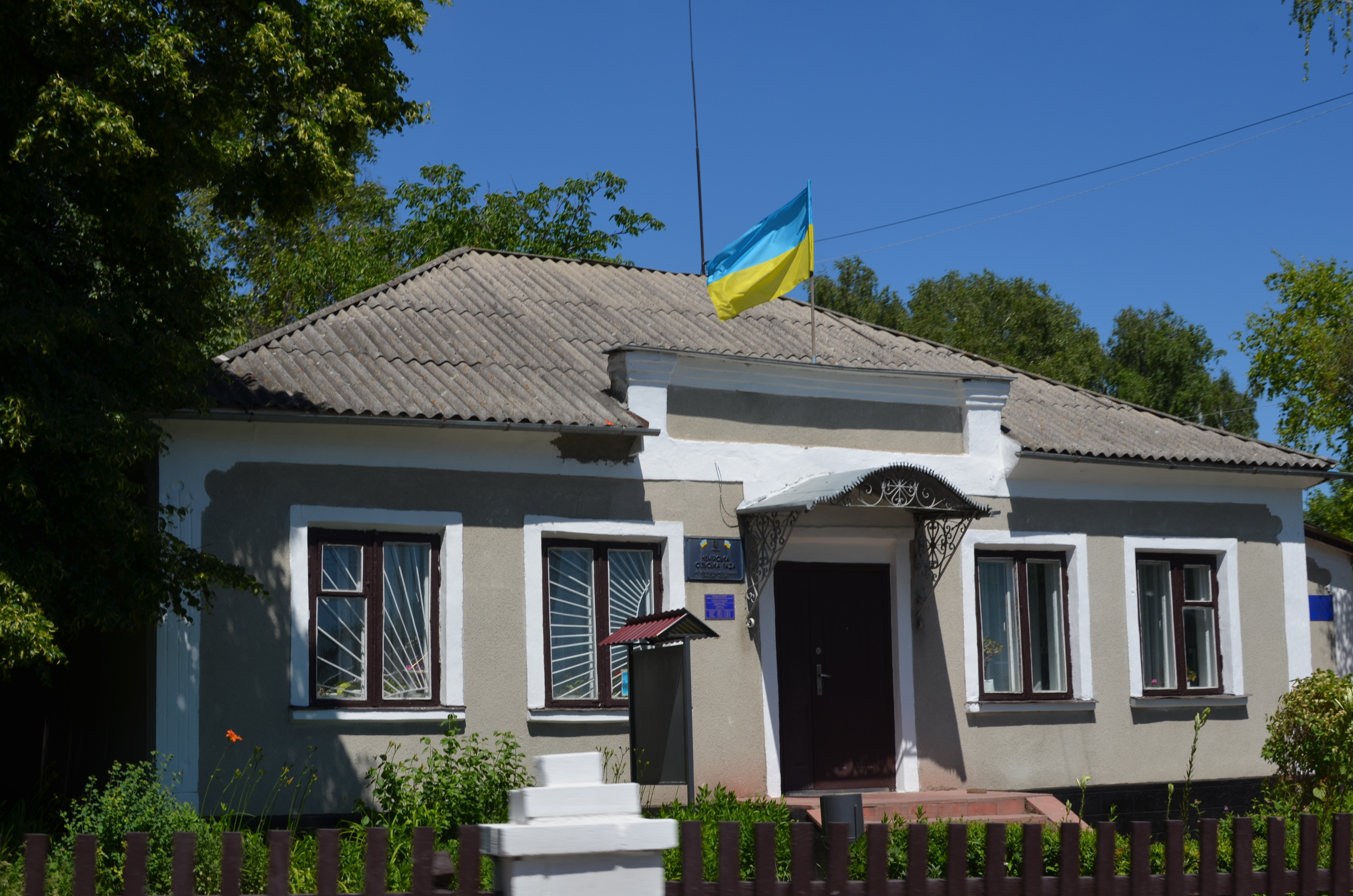
Сільська рада
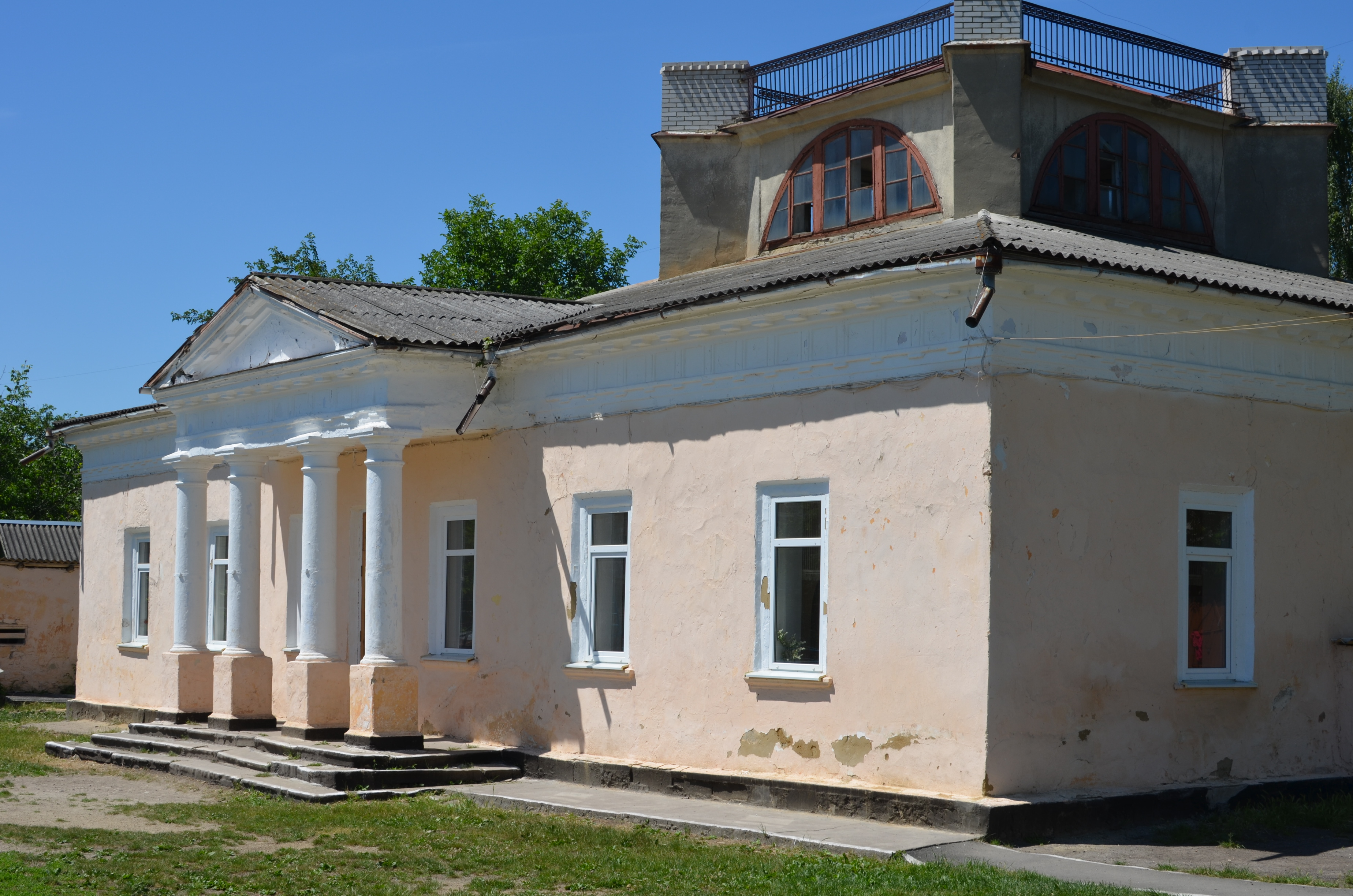
Школа (панська будівля)
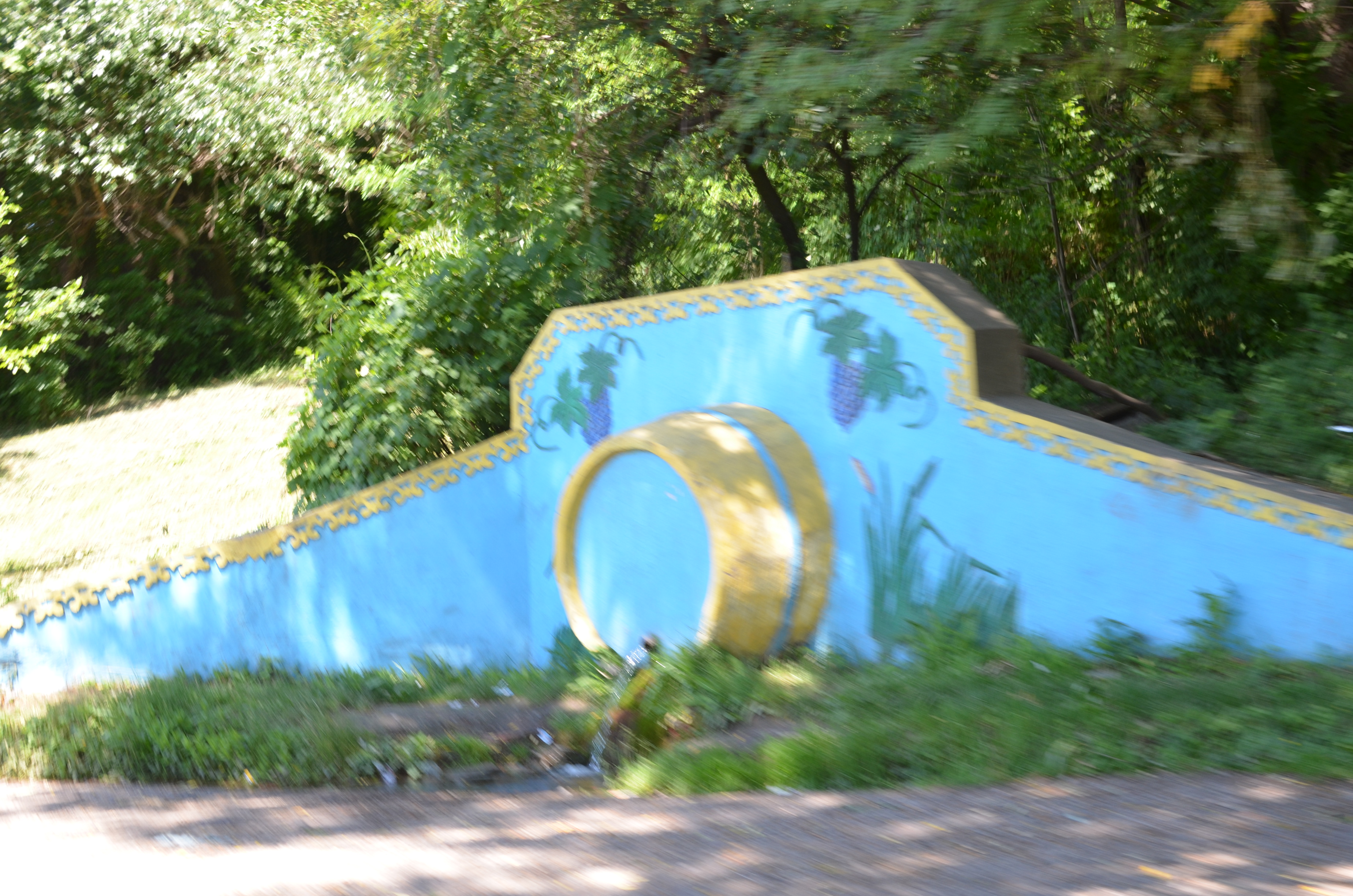
Джерело

## Постаті
- Гіщин Юрій Дмитрович — прапорщик Збройних сил України, учасник російсько-української війни.
- Гвоздієвський Сергій Володимирович (1966—2019) — солдат Збройних сил України, учасник російсько-української війни.
- Сіренко Іван Павлович (1972—2019) — старший солдат Збройних сил України, учасник російсько-української війни[5][6].